# Bulbophyllum cerebellum
Bulbophyllum cerebellum är en orkidéart som beskrevs av Jaap J. Vermeulen. Bulbophyllum cerebellum ingår i släktet Bulbophyllum och familjen orkidéer. Inga underarter finns listade i Catalogue of Life.